# Kate Henshaw

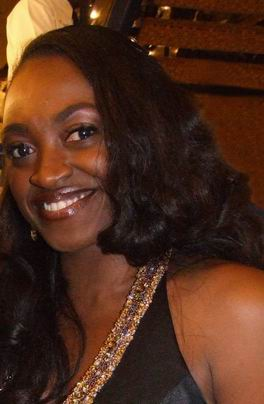
Kate Henshaw (2008)

Kate Henshaw hay còn được gọi là Kate Henshaw-Nuttall (sinh ngày 19 tháng 7 năm 1971) là tên của một nữ diễn viên người Nigeria. Năm 2008, bà là người thắng giải nữ diễn viên chính xuất sắc nhất tại buổi lễ trao giải của học viện điện ảnh châu Phi.

## Lí lịch
Bà sinh ra ở bang Cross River, và là người chị cả trong một gia đình 4 anh chị em. Sau khi hoàn thành chương trình giáo dục tiểu học và trung học tại bang Lagos và thành phố Calabar, bang Cross River, thì bà vào trường đại học Calabar học về ngành y trong một năm. Sau đó, bà chuyển sang học chuyên sâu về vi khuẩn học tại bệnh viện đại học y Lagos, bang Lagos. Sau đó, bà làm việc tại bệnh viện đa khoa bang Bauchi.

## Sự nghiệp diễn xuất
Năm 1993, bà tham gia vào một buổi thử vai cho vai chính trong bộ phim When the Sun Sets và bà đã thành công. Đó là sự xuất hiện đầu tiên của bà trong một bộ phim lớn của Nollywood (nền công nghiệp điện ảnh của Nigeria). Hiện tại, bà đã góp mặt trong hơn 150 bộ phim của Nollywood.
Ngoài thắng giải nữ diễn viên chính xuất sắc nhất vào năm 2008 khi đó vai chính trong phim Stronger than Pain, hiện bà đang là gương mặt thương hiệu của Onga (một sản phẩm gia vị dùng cho một số món ăn). Bên cạnh đó, bà còn là giám khảo trong cuộc thi Nigeria's Got Talent.

## Phim ảnh
Dưới đây là những bộ phim mà bà đã góp mặt:
- Kofa (Năm 2018)
- I Need My Husband (Năm 2018)
- New Money (Năm 2018)
- New Horizons (Năm 2014)
- False (Năm 2013)
- The Meeting (Năm 2012)
- Broken Tears (Năm 2008)
- Broken Tears 2 (Năm 2008)
- River of Tears (Năm 2008)
- River of Tears 2 (Năm 2008)
- Take Me to Jesus (Năm 2008)
- Take Me to Jesus 2 (Năm 2008)
- Tears in My Eyes (Năm 2008)
- Tears in My Eyes 2 (Năm 2008)
- A Brighter Sun (Năm 2007)
- A Brighter Sun 2 (Năm 2007)
- One Life (Năm 2007)
- One Life 2 (Năm 2007)
- Show Me Heaven (Năm 2007)
- Show Me Heaven 2 (Năm 2007)
- Show Me Heaven 3 (Năm 2007)
- Stronger Than Pain (Năm 2007)
- Stronger Than Pain 2 (Năm 2007)
- To Love and to Hold (Năm 2007)
- To Love and to Hold 2 (Năm 2007)
- A Million Tears (Năm 2006)
- A Million Tears 2 (Năm 2006)
- Blood on Ice (Năm 2006)
- Blood on Ice 2 (Năm 2006)
- Consequences (Năm 2006)
- Consequences 2 (Năm 2006)
- Costly Mistake (Năm 2006)
- Costly Mistake 2 (Năm 2006)
- Games Men Play (Năm 2006)
- Games Men Play 2 (Năm 2006)
- Games Men Play 3 (Năm 2006)
- Mamush (Năm 2006)
- Mamush 2 (Năm 2006)
- My Little Secret (Năm 2006)
- My Little Secret 2 (Năm 2006)
- She: You Must Obey (Năm 2006)
- She 2: You Must Obey (Năm 2006)
- She 3: You Must Obey (Năm 2006)
- The Search (Năm 2006)
- The Search 2 (Năm 2006)
- The Search 3 (Năm 2006)
- Diamond Forever (Năm 2005)
- Diamond Forever 2 (Năm 2005)
- Emotional Hazard (Năm 2005)
- Emotional Hazard 2 (Năm 2005)
- Girls in the Hood (Năm 2005)
- Girls in the Hood 2 (Năm 2005)
- The Bridesmaid (Năm 2005)
- The Carcass (Năm 2005)
- The Carcass 2 (Năm 2005)
- Doctors' Quarters (Năm 2005)
- Inheritance (Năm 2004)
- Negative Influence (Năm 2004)
- Negative Influence 2 (Năm 2004)
- Sleeping with the Enemy (Năm 2004)
- Sleeping with the Enemy 2 (Năm 2004)
- The Legend (Năm 2004)
- The Legend 2 (Năm 2004)
- The Stolen Bible (Năm 2004)
- The Stolen Bible 2 (Năm 2004)
- The Substitute (Năm 2004)
- Wanted at all Cost (Năm 2004)
- Above Death: In God We Trust (Năm 2003)
- Adam & Eve (Năm 2003)
- Ghetto Love (Năm 2003)
- Love Entangle (Năm 2003)
- You Broke My Heart (Năm 2003)
- You Broke My Heart 2 (Năm 2003)
- Domitilla (Năm 1996)
- Silent Night (Năm 1996)
- Silent Night 2 (Năm 1996)